# Pintalia discoidalis
Pintalia discoidalis är en insektsart som beskrevs av Lethierry 1890. Pintalia discoidalis ingår i släktet Pintalia och familjen kilstritar.
Artens utbredningsområde är Venezuela. Inga underarter finns listade i Catalogue of Life.